# Natalia Vodopiánova
Natalia Andréievna Vodopiánova, en Ruso:Наталья Андреевна Водопьянова (nacida el 4 de junio de 1981 en San Petersburgo, Rusia) es una jugadora de baloncesto rusa. Ha conseguido cuatro medallas en competiciones internacionales con  Rusia.